# بکار، بوئنوس آیرس

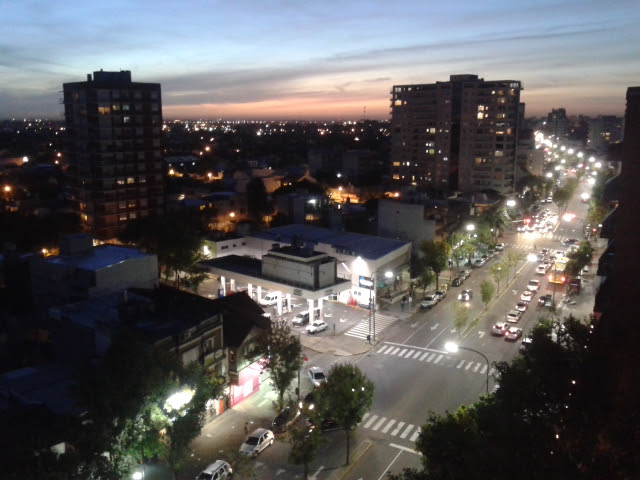
بکار، بوئنوس آیرس

بکار (به اسپانیایی: Béccar) شهری در کشور آرژانتین، استان بوئنوس آیرس است که در سال ۲۰۰۹ میلادی، حدود ۵۸٬۸۱۱ نفر جمعیت داشته است.